# Domínio de Yūki
O Domínio de Yūki (结城藩, Yuki-han) foi Han do Período Edo da História do Japão , localizado na Província de Shimōsa . Foi governado durante a maior parte de sua história, pelo ramo "principal" da Clã Mizuno  .

## Lista de Daimyos
- Clã Yūki-Matsudaira ( Shinpan ; 100.000 koku ) 
1. Masakatsu (1532–1559)
2. Harutomo   (1559–1590)
3. Hideyasu  (1590–1601)

 - Clã Mizuno ( Fudai 18.000 koku) 
1. Katsunaga
2. Katsumasa
3. Katsunobu
4. Katsuchika
5. Katsuoki
6. Katsukata
7. Katsuzane
8. Katsuyuki
9. Katsutō
10. Katsutomo
11. Katsuhiro